# Cathexis vitticollis
Cathexis vitticollis är en skalbaggsart som beskrevs av Dmytro Zajciw 1967. Cathexis vitticollis ingår i släktet Cathexis och familjen långhorningar. Inga underarter finns listade.